# USM Alger
USM Alger (Union Sportive de la Médina d'Alger ) este un club algerian de fotbal din capitala Alger, ce a fost fondat în 1937. Culorile clubului sunt roșu și negru. Stadionul pe care își joacă meciurile de acasă este Omar Hammadi ce are o capacitate de 10.000 de locuri.
Clubul a fost semifinalist în Liga Campionilor CAF 1997 și 2003.

## Palmares
- Championnat National Algeria : 1963, 1996, 2002, 2003, 2005, 2014, 2016, 2019
  - 2nd : 1998, 2001, 2004
- Cupa Algeriei : 1981, 1988, 1997, 1999, 2001, 2003, 2004
  - Finalistă : 1969, 1970, 1971, 1972, 1973, 1978, 1980, 2006, 2007
- Liga Campionilor CAF : 
  - Semifinalistă: 1997, 2003

## Performanțe în competițiile CAF
- Liga Campionilor CAF: 6 apariții

1997 - faza grupelor
2003 - semifinală
2004 - faza grupelor
2005 - a II-a rundă
2006 - prima rundă
2007 - preliminarii
- Cupa Confederațiilor CAF: 2 apariții

2005 - runda intermediară
2007 - prima rundă
- Cupa CAF: 1 apariție

1999 - sferturi
- Cupa Cupelor CAF: 5 apariții

1982 - sferturi
1989 - sferturi
1998 - sferturi
2000 - descalificată
2002 - semifinală

## Jucători notabili
| Algeria - Amar Ammour (2002-2009) - Abdelaziz Bentifour (1962-1963) - Salim Aribi (2002-2007) - Moulay Haddou (2004-2006) - Mahieddine Meftah (1996-2006) - Djamel Menad (1996-1997) - Hicham Mezair (2000-2004) - Hamza Yacef (1997-2001) - Djamel Zidane (1967-1972) - Mounir Zeghdoud (1997-2007) | Mali - Mamadou Diallo (2003-2004) - Mintou Doucoure (2005-2008) Nigeria - Michael Eneramo (2004-2006) |